# Union (condado de Door, Wisconsin)
Union es un municipio del condado de Door, Wisconsin, Estados Unidos. Tiene una población estimada, a mediados de 2023, de 1020 habitantes.

## Geografía
Está ubicado en las coordenadas 44°43′08″N 87°42′10″O / 44.71889, -87.70278 (44.719013, -87.702846). Según la Oficina del Censo, tiene una superficie total de 93.1 km², de los cuales 54.8 km² corresponden a tierra firme y 38.3 km² están cubiertos de agua.

## Demografía
Según el censo de 2020, en ese momento había 1005 personas residiendo en la zona. La densidad de población era de 18.3 hab./km². El 94.9% de los habitantes eran blancos, el 0.2% eran amerindios, el 0.3% eran asiáticos, el 1.0% eran de otras razas y el 3.6% eran de una mezcla de razas. Del total de la población, el 2.7% eran hispanos o latinos de cualquier raza.